# Diocesi di El Vigía-San Carlos del Zulia
La diocesi di El Vigía-San Carlos del Zulia (in latino Dioecesis Vigilantis-Sancti Caroli Zuliensis) è una sede della Chiesa cattolica in Venezuela suffraganea dell'arcidiocesi di Maracaibo. Nel 2023 contava 438.800 battezzati su 561.000 abitanti. È retta dal vescovo Juan de Dios Peña Rojas.

## Territorio
La diocesi comprende il comune di Colón, nella parte meridionale dello stato venezuelano di Zulia, e i comuni di Alberto Adriani, Obispo Ramos de Lora, Caracciolo Parra Olmedo, Tulio Febres Cordero, Justo Briceño, Julio César Salas e Sucre, nella parte settentrionale dello stato di Mérida.
Sede vescovile è la città di El Vigía, dove si trova la cattedrale di Nostra Signora del Perpetuo Soccorso. A San Carlos del Zulia sorge la concattedrale di San Carlo Borromeo.
Il territorio è suddiviso in 33 parrocchie.

## Storia
La diocesi è stata eretta il 7 luglio 1994 con la bolla Sacrorum Antistites di papa Giovanni Paolo II, ricavandone il territorio dalla diocesi di Cabimas e dalle arcidiocesi di Maracaibo e di Mérida.

## Cronotassi dei vescovi
Si omettono i periodi di sede vacante non superiori ai 2 anni o non storicamente accertati.
- Sede vacante (1994-1999)

- William Enrique Delgado Silva (14 aprile 1999 - 26 luglio 2005 nominato vescovo di Cabimas)[2]
- José Luis Azuaje Ayala (15 luglio 2006 - 30 agosto 2013 nominato vescovo di Barinas)
- Juan de Dios Peña Rojas, dal 17 aprile 2015

## Statistiche
La diocesi nel 2023 su una popolazione di 561.000 persone contava 438.800 battezzati, corrispondenti al 78,2% del totale.
| anno | popolazione | popolazione | popolazione | presbiteri | presbiteri | presbiteri | presbiteri                | diaconi | religiosi | religiosi | parrocchie |
| anno | battezzati  | totale      | %           | numero     | secolari   | regolari   | battezzati per presbitero | diaconi | uomini    | donne     | parrocchie |
| ---- | ----------- | ----------- | ----------- | ---------- | ---------- | ---------- | ------------------------- | ------- | --------- | --------- | ---------- |
| 1999 | 323.000     | 340.000     | 95,0        | 20         | 17         | 3          | 16.150                    |         | 3         | 35        | 18         |
| 2000 | 323.000     | 340.000     | 95,0        | 20         | 17         | 3          | 16.150                    |         | 3         | 35        | 18         |
| 2001 | 411.740     | 457.489     | 90,0        | 22         | 22         |            | 18.715                    |         |           | 35        | 17         |
| 2002 | 353.596     | 364.532     | 97,0        | 27         | 27         |            | 13.096                    |         |           | 38        | 21         |
| 2004 | 357.130     | 368.176     | 97,0        | 30         | 30         |            | 11.904                    |         |           | 38        | 22         |
| 2006 | 369.263     | 381.000     | 96,9        | 33         | 33         |            | 11.189                    |         |           | 24        | 26         |
| 2013 | 420.000     | 426.000     | 98,6        | 30         | 30         |            | 14.000                    |         | 3         | 15        | 28         |
| 2016 | 438.000     | 462.267     | 94,8        | 32         | 32         |            | 13.687                    |         |           | 17        | 28         |
| 2019 | 424.138     | 546.405     | 77,6        | 41         | 41         |            | 10.344                    |         |           | 19        | 30         |
| 2021 | 434.350     | 559.840     | 77,6        | 37         | 37         |            | 11.739                    |         |           | 15        | 32         |
| 2023 | 438.800     | 561.000     | 78,2        | 37         | 37         |            | 11.859                    |         |           | 14        | 33         |